# Hans Magnusson
Hans Sture Magnusson (ur. 5 lipca 1960 w Svenstavik) – szwedzki łyżwiarz szybki, zdobywca Pucharu Świata.

## Kariera
Największy sukces w karierze Hans Magnusson osiągnął w sezonie 1986/1987, kiedy zwyciężył w klasyfikacji końcowej Pucharu Świata na 1500 m. W tej samej klasyfikacji był też drugi za Austriakiem Michaelem Hadschieffem w sezonie 1985/1986. Magnusson wielokrotnie stawał na podium zawodów PŚ, jednak nigdy nie zwyciężył. Pierwsze miejsce na podium wywalczył już w swoim debiucie, 23 listopada 1985 roku w Trondheim, zajmując drugie miejsce w biegu na 1500 m. Nigdy nie zdobył medalu mistrzostw świata; jego najlepszym wynikiem było 17. miejsce wywalczone na sprinterskich mistrzostwach świata w Grenoble w 1981 roku. Taką samą pozycję zajął podczas mistrzostw Europy w Eskilstunie w 1985 roku. Rok wcześniej wystąpił na igrzyskach olimpijskich w Sarajewie, gdzie jego najlepszym wynikiem było szesnaste miejsce w biegu na 1500 m. Brał również udział w igrzyskach w Calgary w 1988 roku, zajmując między innymi 24. miejsce na dystansie 1500 m oraz 27. miejsce w biegu na 1000 m. W 1990 roku zakończył karierę.